# Dülmen
Dülmen is een stad in de Duitse deelstaat Noordrijn-Westfalen, gelegen in de Kreis Coesfeld. De stad telt 46.706 inwoners (31 december 2020) op een oppervlakte van 184,82 km². Naburige steden zijn onder andere Münster, Billerbeck, Coesfeld en Lüdinghausen.

## Stadsdelen
De getallen achter ieder stadsdeel zijn de aantallen inwoners per 30 april 2020, volgende de (maandelijks geactualiseerde) gegevens, die afkomstig zijn van de website van de gemeente.

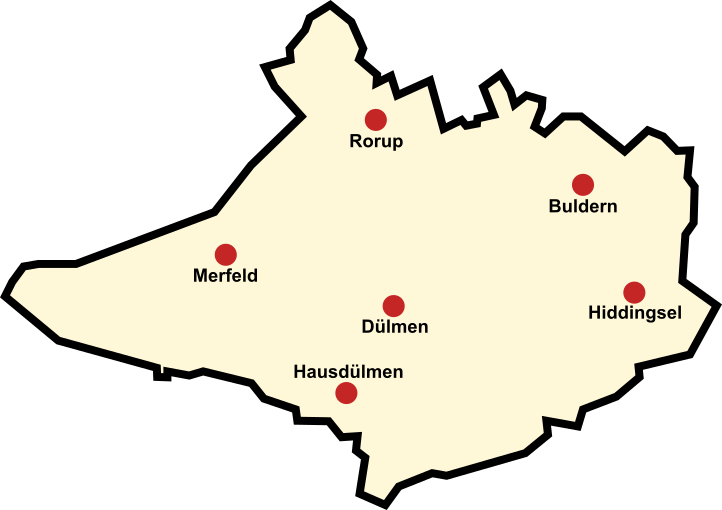
Ligging der stadsdelen van Dülmen

- Dülmen-Mitte  28.656
- Buldern  5.825
- Hausdülmen 2.119
- Hiddingsel  1.756
- Kirchspiel ("kerspel", een plattelandsgebied rondom de stad, bestaande uit talrijke gehuchten)  4.117
- Merfeld  2.012
- Rorup  2.298

Totaal:   46.783

## Ligging, verkeer, vervoer
De gemeente ligt in het licht heuvelachtige Münsterland in een gebied met afwisselend bossen en landbouwgebieden. De universiteitsstad Münster ligt slechts ca. 30 km ten noordoosten van Dülmen. Slechts ongeveer 25 km zuidwaarts begint het sterk verstedelijkte en dichtbevolkte Ruhrgebied. Inwoners daarvan bezoeken de streek voor bijvoorbeeld een rustige fietsvakantie, waarop het toerisme in het Münsterland is ingericht.

### Wegverkeer
De stad Dülmen wordt aan de noordkant begrensd door de Autobahn A43, afrit 5 en 6. Afrit 6, de kruising met de Bundesstraße 474, die oostelijk om de stad heen loopt, is als klaverbladknooppunt uitgevoerd. Via de A43 rijdt men vanaf de stad in circa 30 kilometer oostwaarts naar Münster en circa 30 kilometer zuidwestwaarts via Haltern am See naar Recklinghausen.
Over de B474 rijdt men noordwestwaarts naar Coesfeld (14 km), Ahaus (36 km) en Gronau (54 km). Zuidoostwaarts voert de B474 naar Lüdinghausen (14 km), vanwaar men onder meer naar Selm en Ascheberg kan doorrijden.

### Openbaar vervoer

Station Dülmen
Bovenperron
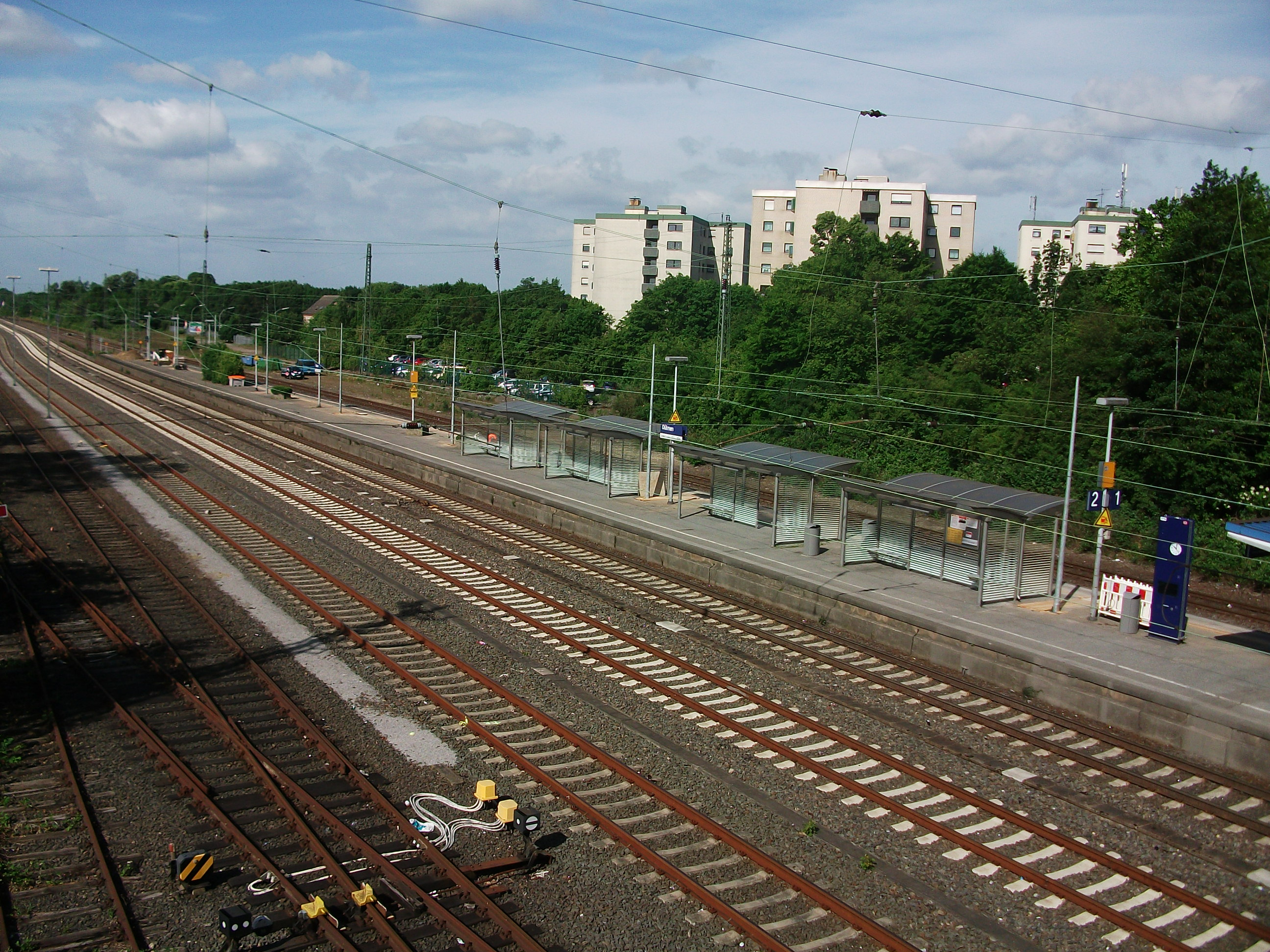
Benedenperron

Op het ten zuiden van het stadscentrum gelegen station Dülmen kruisen twee spoorlijnen elkaar ongelijkvloers, die beide voor reizigersvervoer gebruikt worden:
- Spoorlijn Wanne-Eickel - Hamburg (naar onder andere Münster (Westf) Hauptbahnhof en Osnabrück Hauptbahnhof), beneden; deze spoorlijn heeft te Dülmen enige parallel lopende rangeersporen en is breed; ook in het 6 km noordoostwaarts gelegen Buldern is een station. Zowel Buldern als Dülmen worden bediend door de regionale treinen op deze lijn.
- Spoorlijn Dortmund - Gronau met aansluiting naar station Enschede, boven, te bereiken via een lift in een op het station aanwezige toren.

Vanuit de stad rijden lijnbussen naar alle plaatsen in de omgeving, echter voornamelijk in de ochtendspits en 's middags na het uitgaan van de scholen.

### Overig
Dülmen behoort tot de steden in het Münsterland waar het gebruik van de fiets, ook voor woon-werk- en woon-schoolverkeer, wordt gestimuleerd.
Het dorpje Hiddingsel aan de oostgrens van de gemeente ligt aan het Dortmund-Eemskanaal. Het heeft daar een kleine jachthaven. Parallel aan het Dortmund-Eemskanaal loopt tot aan Senden de Alte Fahrt, de vroegere kanaalbedding. Deze is voor de beroepsscheepvaart gesloten. Tijdens strenge winters vriest deze oude vaart dicht en deze is dan populair bij plaatselijke liefhebbers van de schaatssport.

## Economie
In de stad zijn voornamelijk middelgrote en kleine bedrijven in uiteenlopende branches gevestigd. Het bekendste bedrijf is Wiesmann, een kleine fabriek van exclusieve auto's. De kunstmestfabrikant Yara uit Noorwegen heeft te Dülmen een verkoopkantoor. 

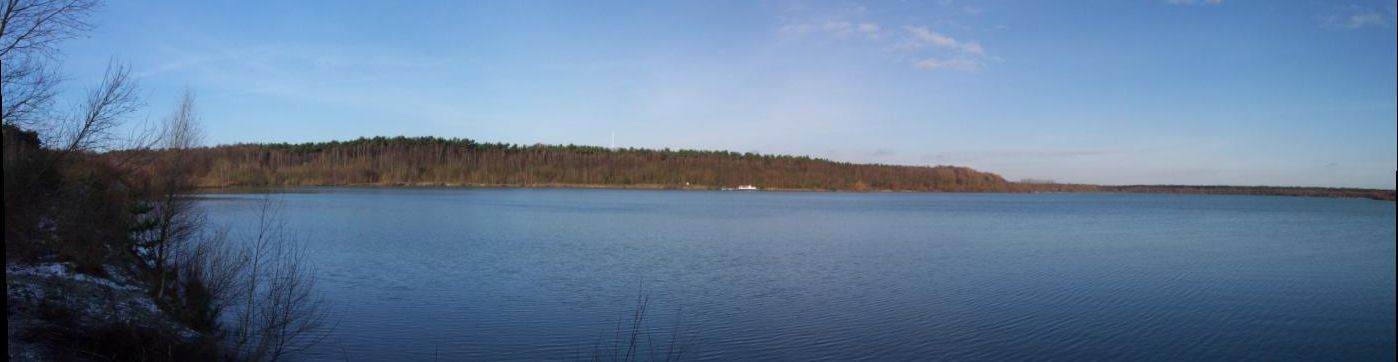
Silbersee III (natuurgebied)

Grootschalige zandwinning (zilver- of kwartszand als grondstof voor o.a. beton en voor onder wegen e.d.) in het grensgebied tussen de gemeentes Dülmen en Haltern am See, ten westen van de oude watermolen Große Teichmühle,  heeft enige meren, de zgn. Silberseen,  doen ontstaan. Daar deze in een bosgebied liggen, trekken de meren badgasten en andere toeristen aan. Bij de meren  (Silbersee I, II ,III en IV) wordt echter hier en daar ook nog naar zand gebaggerd. Ten slotte moet ook nog rekening worden gehouden met natuurbescherming,  omdat de meren zeldzame, beschermde vogelsoorten aantrekken. In 2019 was de situatie zo, dat één meer geheel voor de dag- en strandrecreatie dient, een klein meer alleen de industriële zandwinning, een derde meer is deels voor recreatie, een deel voor zandwinning gereserveerd en het vierde meer is natuurreservaat, waar toeristen alleen mogen komen om op het weggetje eromheen te wandelen of te fietsen.
Daarnaast is er een aanzienlijk toerisme, vooral gericht op fietstoeristen.
Verder wonen er in de stad tamelijk veel woonforensen, die een werkkring hebben in Münster of in het Ruhrgebied.

## Geschiedenis
Dülmen werd in 889 als Dulmenni voor het eerst vermeld en kreeg op 22 april 1311 stadsrechten. In 1470 werd het lid van de Hanze.
Van de 12e eeuw tot 1777 stond op de plaats van het huidige dorp Hausdülmen het kasteel Haus Dülmen. Hierheen was in 1532 de bisschop van Münster uitgeweken, nadat hij door de Wederdopers uit zijn eigen stad was verjaagd, en van hieruit herstelde hij het gezag over zijn bisdom. Onder anderen Jan van Leiden en Berend Knipperdolling hebben in de bergfried van het kasteel een half jaar gevangengezeten, alvorens zij ter dood gebracht werden. In de Tachtigjarige Oorlog is het kasteel grotendeels verwoest door plunderende troepen van de hertog van Alva; daarna verviel het steeds verder en werd uiteindelijk gesloopt.
In 1629 werd één derde deel van Dülmen bij een grote stadsbrand verwoest.
De plaats behoorde van oudsher tot het prinsbisdom Münster, en is mede daarom ook na de Reformatie van de 16e eeuw overwegend rooms-katholiek gebleven, maar werd na de secularisatie van het Prinsbisdom in 1803 als deel van het graafschap Dülmen aan Anne Emmanuel van Croÿ toegewezen. Dit gebied werd in 1806 gemediatiseerd en aan het Hertogdom Arenberg toegekend, dat op zijn beurt in 1811 direct onder Frans gezag kwam. Na 1815 maakte Dülmen deel uit van de Pruisische provincie Westfalen.
In 1870 verkreeg Dülmen aansluiting op het spoorwegnet. Van 1873 tot 1993 was in de stad de grote textielfabriek van de firma Bendix gevestigd. Een deel van de fabrieksgebouwen is als industrieel erfgoed bewaard gebleven en in 2001 tot gymnasium verbouwd; één gebouw, de Neue Spinnerei, dient culturele doelen.
De plaats werd in de Tweede Wereldoorlog voor 90% verwoest, maar bloeide daarna weer snel op. Ook Dülmen diende kort na de oorlog als nieuwe woonplaats voor talrijke Heimatvertriebene.  Het bevolkingscijfer groeide van circa 5.000 vlak na de oorlog tot meer dan 20.000 in 1973. 
Het (thans als gymnasium met internaat in gebruik zijnde) Schloss  Buldern was in de jaren vijftig van de 20e eeuw bekend, omdat er een afdeling van het Max Planck Instituut voor biologie en gedragswetenschap in was gevestigd. Konrad Lorenz deed er tot 1961 experimenten met ganzen, om het gedrag van dieren in het algemeen te bestuderen. Van 1966 tot 2003 was Dülmen garnizoensstad van de Bundeswehr, hetgeen de werkgelegenheid en dus de economie van de stad goed heeft gedaan.
Bij een gemeentelijke reorganisatie in de jaren 1970 werden de omliggende landelijke gemeenten Rorup, Merfeld, Hiddingsel, Buldern, Hausdülmen en Kirchspiel Dülmen bij Dülmen gevoegd.
Het al sinds 1032 bestaande, bij Dülmen horende dorpje Hiddingsel werd tussen 1568 en 1800 vaker dan andere plaatsen geplaagd door oorlogsgeweld, grote branden en pestepidemieën, en in de 19e en 20e eeuw door catastrofale overstromingen van de door het dorp lopende beken.

## Belangrijke personen in relatie tot de gemeente

### Geboren
- Gisbert von Romberg II, (* 20 juli 1839 in Dülmen-Buldern; † aldaar, 24 november 1897), zie hieronder: Trivia, edelman, de  "echte" Dolle Bomberg
- Isabella van Croÿ (1856-1931), aartshertogin van Oostenrijk
- Marianne Werner (1924-2023), atlete
- Tammo Harder (1994), voetballer

### Overleden
- Anna Catharina Emmerich (of Emmerick), 1774-1824, zalig verklaard mystica
- Alfred Franz Friedrich Philipp X. hertog van Croÿ (* 22 december 1789 in Aken; † 14 juli 1861 in Dülmen), stichter van het wildepaardenfokprogramma te Dülmen (1847)

### Overigen
- Clemens Brentano (1778–1842), dichter, verbleef van 1819-1824 te Dülmen en tekende daar de mystieke visioenen van Anna Catharina Emmerich op
- Franz von Papen (1879–1969), politicus, woonde van 1919-1930 op kasteel Haus Merfeld en was burgemeester van dit dorp
- Heinrich Maria Denneborg (* 7 juni 1909 in Horst-Emscher, gem. Gelsenkirchen; † 1 november 1987 in Neggio bij Lugano, Zwitserland), poppenspeler, schrijver van ook in het Nederlands vertaalde kinderboeken en poppenkastscenario's; maakte de Dülmener paarden beroemd door een kinderboek[3]  en bestseller van zijn hand.
- Jürgen Drews (*1945), zanger, woonachtig te Rorup
- Franka Potente (*1974), actrice, bracht haar jeugd door te Dülmen
- Matthias (*1984) en Sebastian Langkamp (*1988), profvoetballers, broers van elkaar, woonden als kleine jongens enige jaren te Merfeld en leerden daar voetballen

## Bezienswaardigheden, evenementen, natuurschoon, toerisme
- Sint-Victorkerk, na oorlogsverwoesting in 1945 in 1958 geheel herbouwd, met enige belangrijke religieuze voorwerpen in het interieur
- Heilig Kruiskerk in laat-20e-eeuwse stijl, met het schrijn van de zalig verklaarde mystica Anna Catharina Emmerich
- Klooster Maria Hamicolt, direct ten oosten van Rorup: klooster van de franciscanen, geopend voor gebed; voorzien van een schildering van O.L. Vrouwe van Altijddurende Bijstand; hostiebakkerij
- De  St. Jacobuskerk bij het voormalige kartuizerklooster (Kartause) van Weddern, 5 km ten noordoosten van de stad in het "Kirchspiel" ; de voormalige kloostergebouwen zijn niet te bezoeken, omdat er een instelling voor zowel verstandelijk als lichamelijk gehandicapten in is gevestigd.
- De streek rondom het sterk rooms-katholiek georiënteerde Dülmen is rijk aan wegkruisen en -kapelletjes. Het schilderachtige platteland is ook rijk aan oude watermolens, en verspreide vakwerkboerderijen en -schuren. Talrijke fietsroutes leiden langs een aantal van deze monumenten.
- Het ten westen van Merfeld gelegen Merfelder Bruch huisvest de beroemde (half-)wilde paardjes, de Dülmener Wildpferde. Eens per jaar, eind mei,  kan men het vangen en daarna veilen van de eenjarige hengsten bijwonen[4]. Daarbuiten is bezoek aan het terrein, waar de paarden worden gehouden, beperkt mogelijk. De leiding over deze paardenhouderij berust traditioneel bij leden van het adellijke geslacht Von Croy, dat het nabijgelegen kasteeltje Haus Merfeld bewoont.
- Het Dülmener Wildpark, direct ten westen van de stad, is een mengeling van  een  landgoed, stadspark en hertenkamp; het is in Engelse landschapsstijl aangelegd in de 19e eeuw, en er staat fraai geboomte.
- Haus Osthoff, een voormalig aristocratisch landhuis, dateert uit 1727 en is daarmee het oudste niet-kerkelijke gebouw in de stad Dülmen; het is als kantoorpand in gebruik.
- Mariakapel en  restant van het voormalige kasteel Visbeck (thans stoeterij, vakantiewoning aanwezig), ca. 5 km ten zuidoosten van de stad in het gehucht Daldrup in het Kirchspiel.
- Ten zuiden van Hausdülmen, deels op grondgebied van buurstad Haltern, liggen de 4 Silberseen. Eén daarvan is als dagrecreatieplas, met strand- en watersportfaciliteiten, ingericht, een andere is natuurgebied, maar er loopt een wandel- en fietspad omheen.  De Silberseen worden veel door dagtoeristen uit het Ruhrgebied bezocht.

## Partnergemeentes
- Charleville-Mézières, Frankrijk
- Fehrbellin, Duitsland.

## Trivia
Het station van Buldern zou zijn bestaan te danken hebben aan een legendarische figuur, de dolle Bomberg. 
In de 19e eeuw werd kasteel Buldern bewoond door de excentrieke Gisbert von Romberg II. (1839–1897). Deze was bevriend met een andere kleurrijke figuur,  Hermann Landois, die directeur van de dierentuin te Münster was. Op het leven van deze beide mannen gebaseerd was de door Josef Winckler geschreven schelmenroman Der tolle Bomberg (1923; in 1957 verfilmd met Hans Albers in de hoofdrol).
In deze roman komt het (waarschijnlijk op een ware geschiedenis rond Gisbert von Romberg II. gebaseerd) verhaal voor, dat de dolle Bomberg iedere keer, als hij met de trein van Dülmen naar Münster of omgekeerd reisde, ter hoogte van zijn kasteel, Haus Buldern, aan de noodrem zou hebben getrokken. Iedere keer betaalde hij netjes de voor het zonder dringende reden de noodrem gebruiken opgelegde boete aan de spoorwegmaatschappij; hij vond het nu eenmaal gemakkelijker, halverwege Dülmen en Münster uit de trein te stappen en vanaf de spoorbaan naar huis te lopen. Kasteel Haus Buldern ligt nl. dicht bij deze spoorlijn. Uiteindelijk loste de spoorwegmaatschappij het probleem op, door te Buldern een station in te richten. Station Buldern had enige tijd de bijnaam "kleinste station van het Münsterland". De geschiedenis van de "dolle Bomberg" was, en is in Duitsland zodanig populair, dat er in de 1970er en 1980er jaren een trein Toller Bomberg reed, terwijl ook horecagelegenheden en fietsclubs nog altijd deze naam dragen.

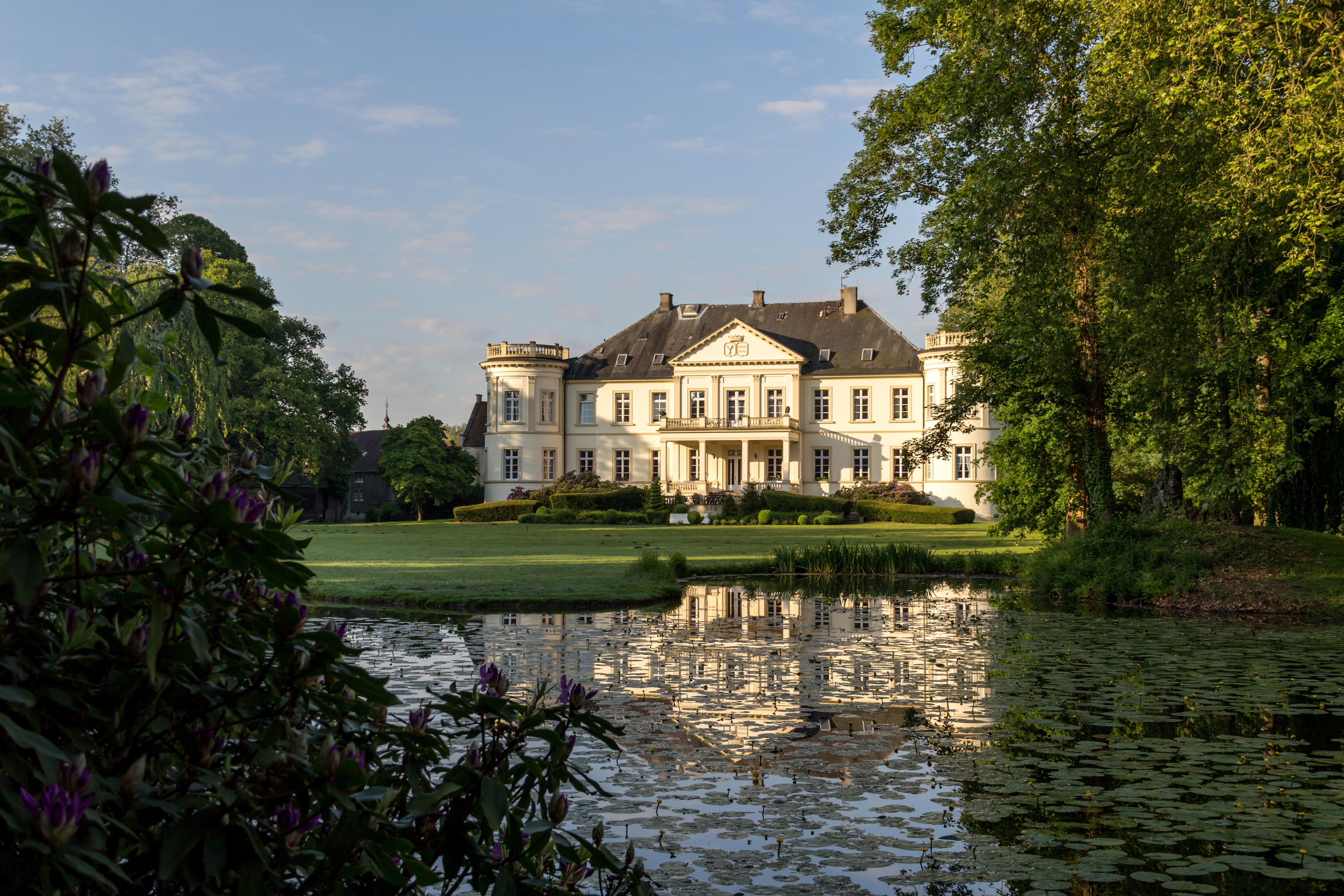
Kasteel Buldern
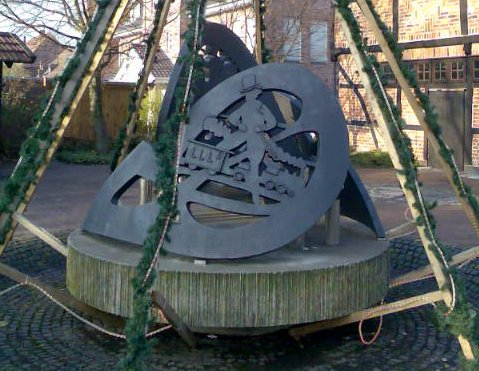
Monument in Buldern met de dolle Bomberg en de stoomtrein

## Galerij

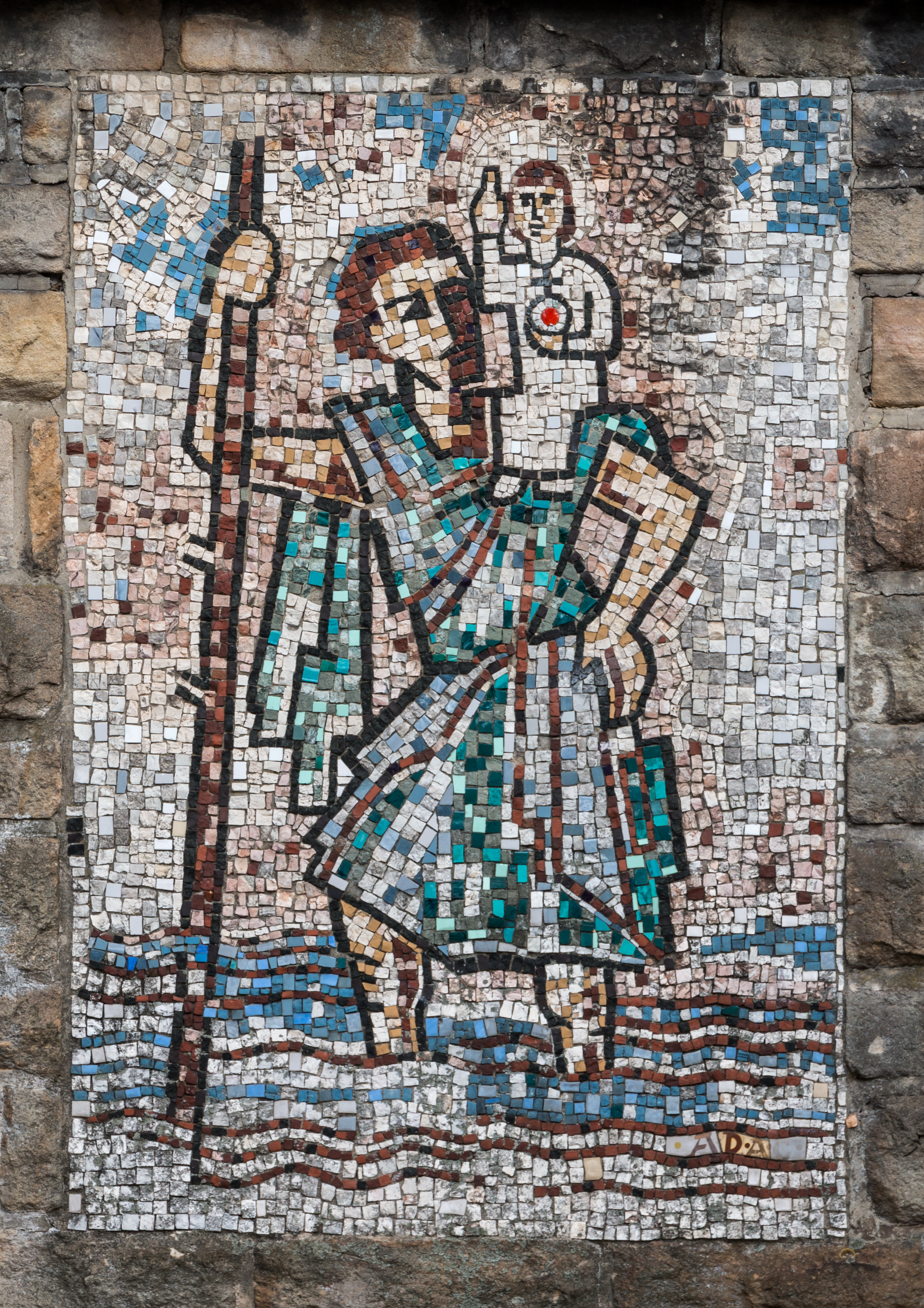
Mozaïek van St.-Christoffel voor de St. Victorkerk te Dülmen
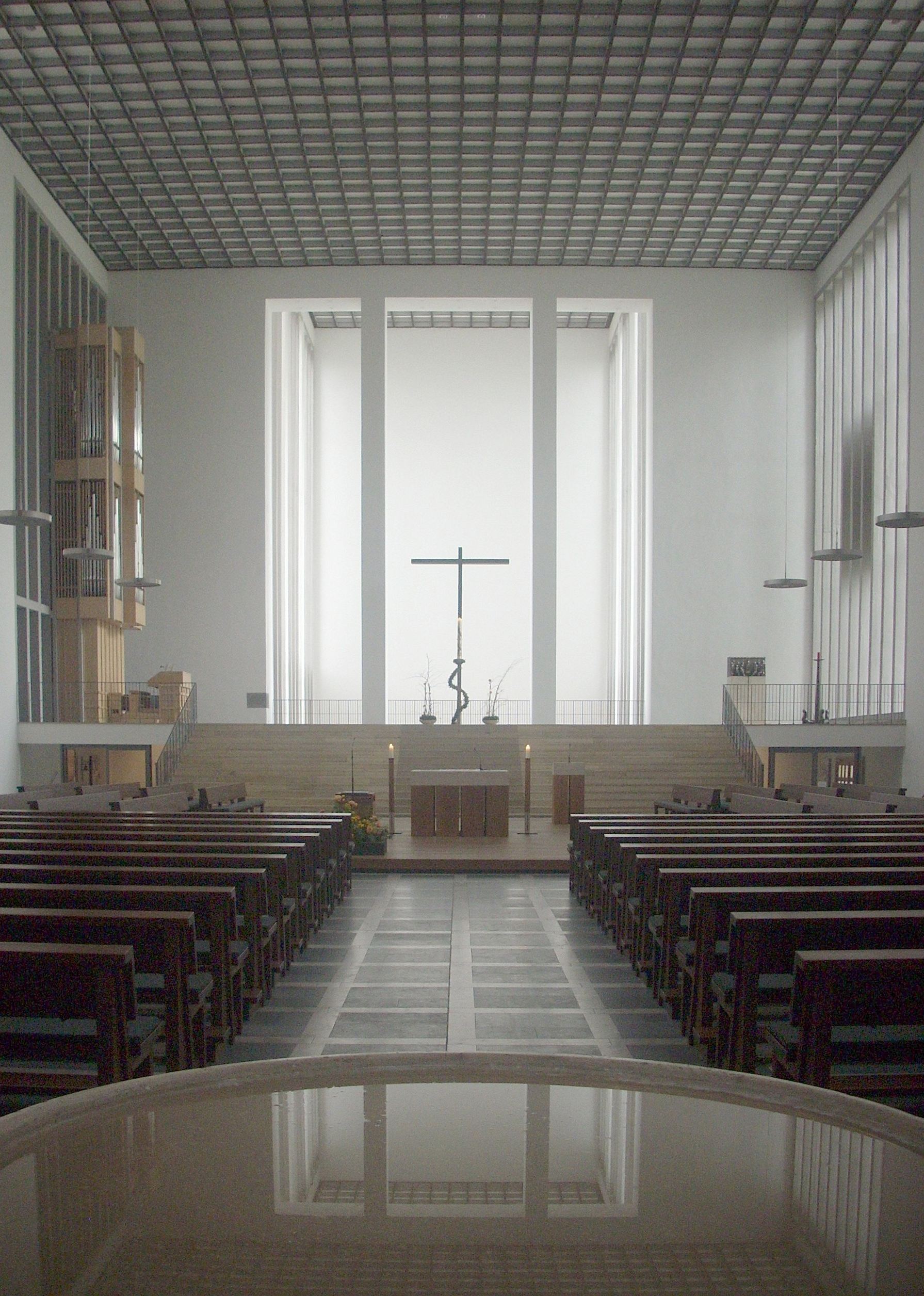
Interieur H. Kruiskerk Dülmen
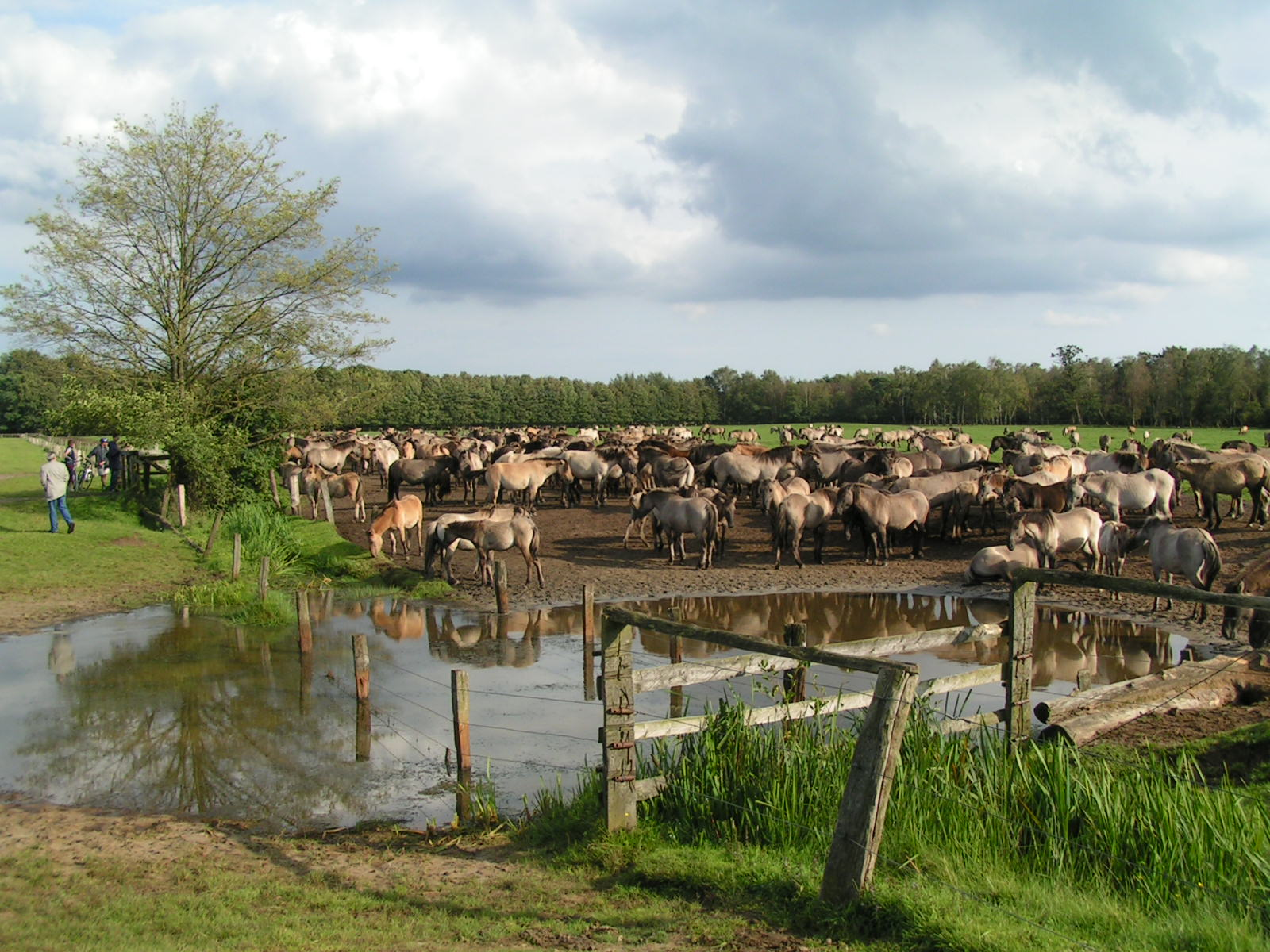
Wilde paarden in het Merfelder Bruch
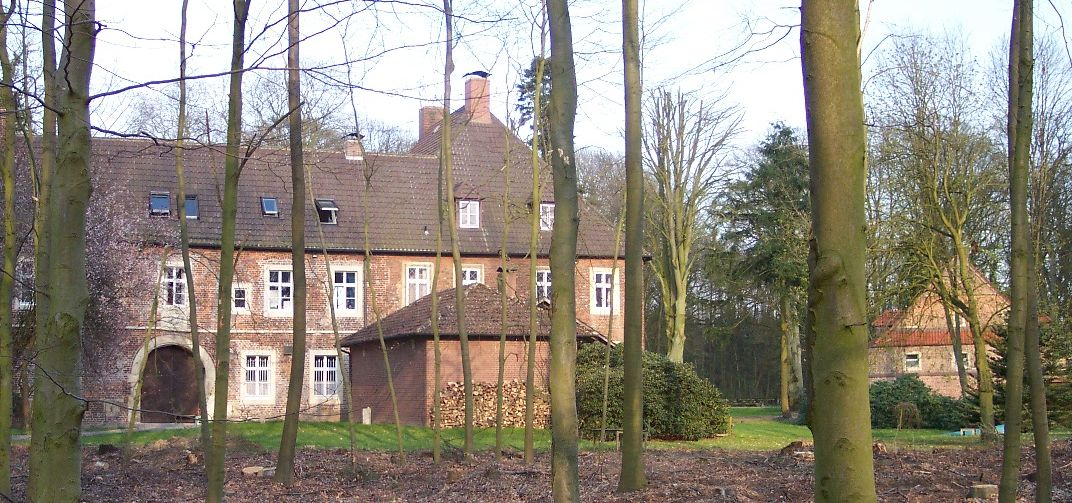
Kasteel Haus Merfeld
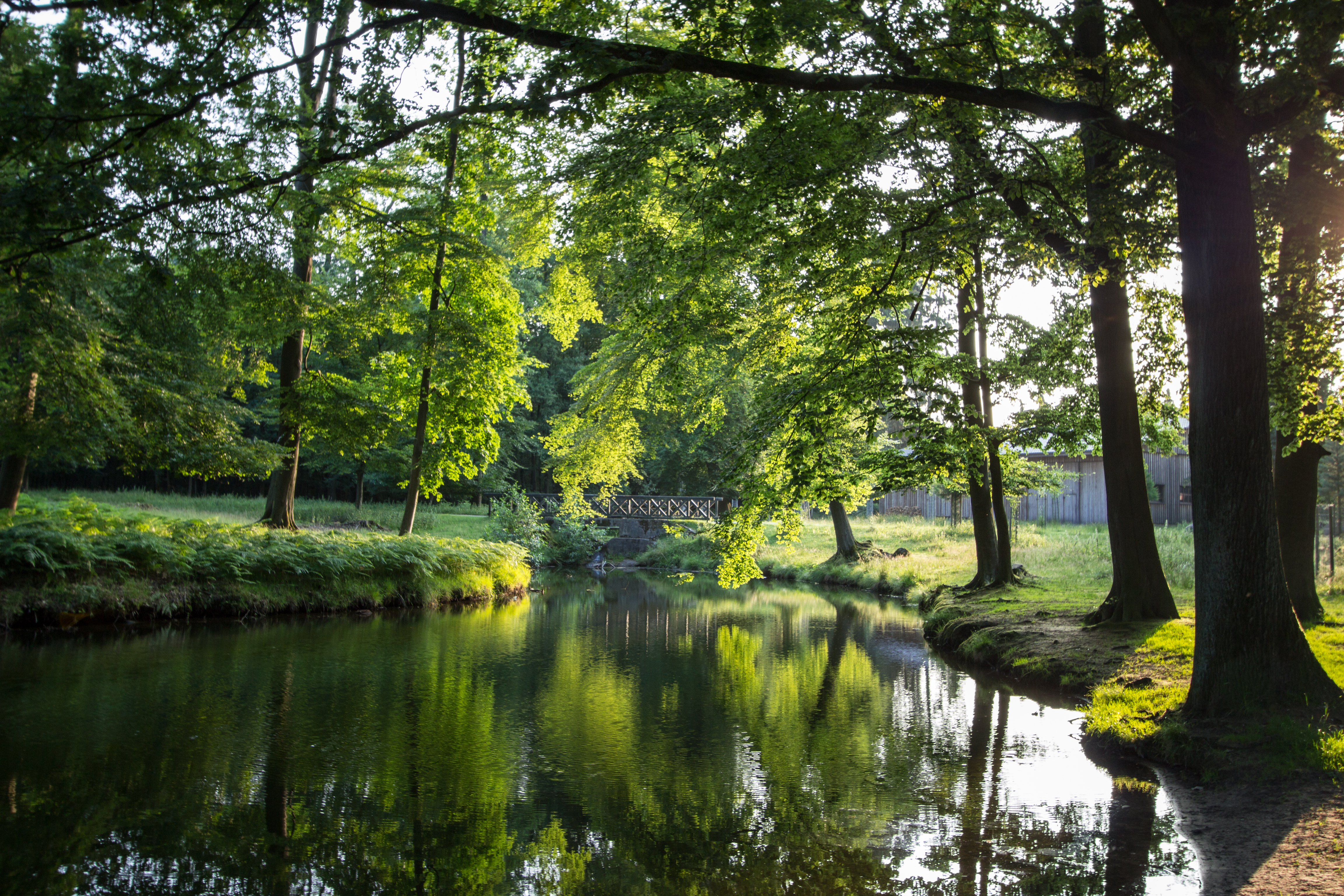
Dülmener Wildpark
Panorama marktplein met raadhuis
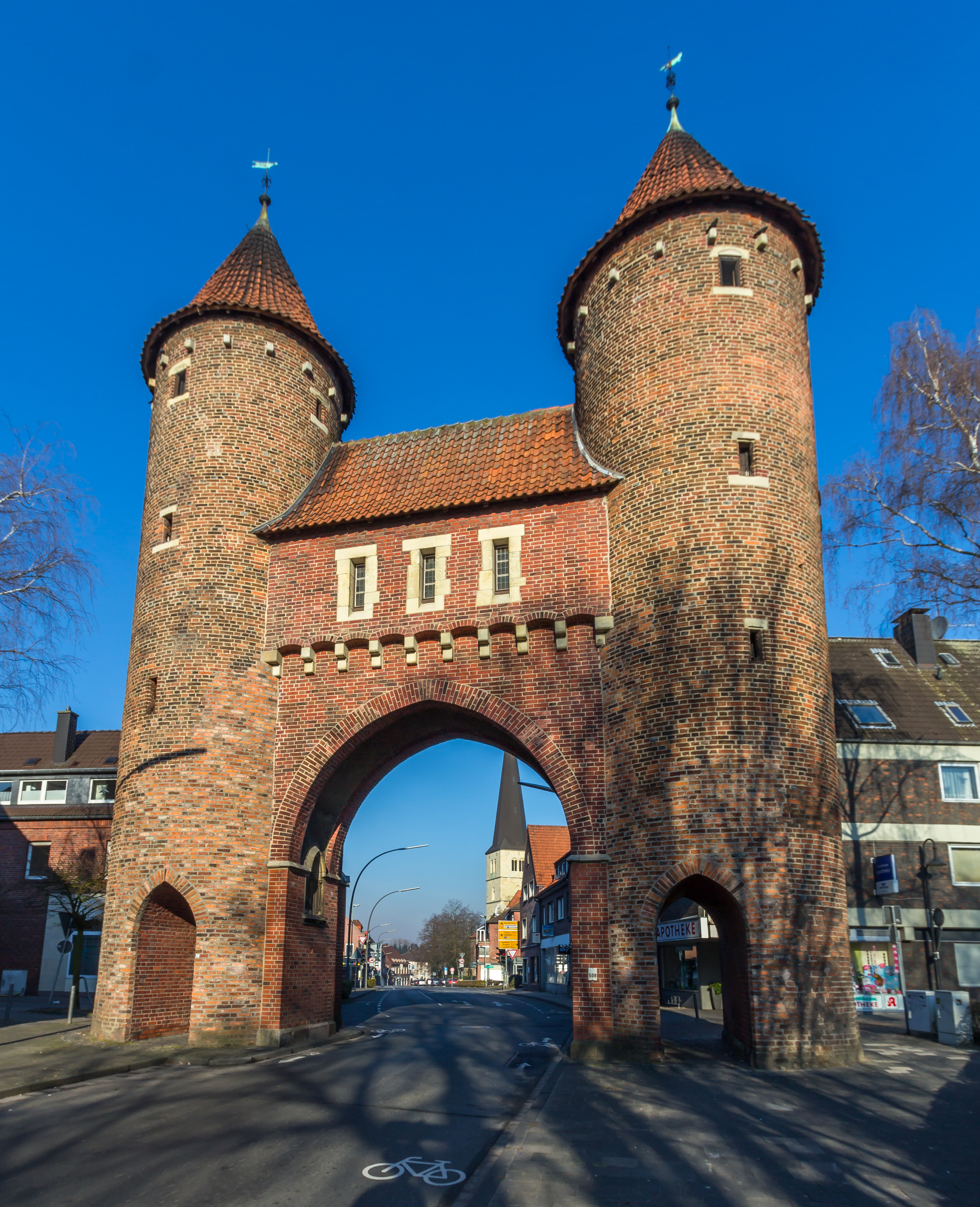
Stadspoort Lüdinghauser Tor
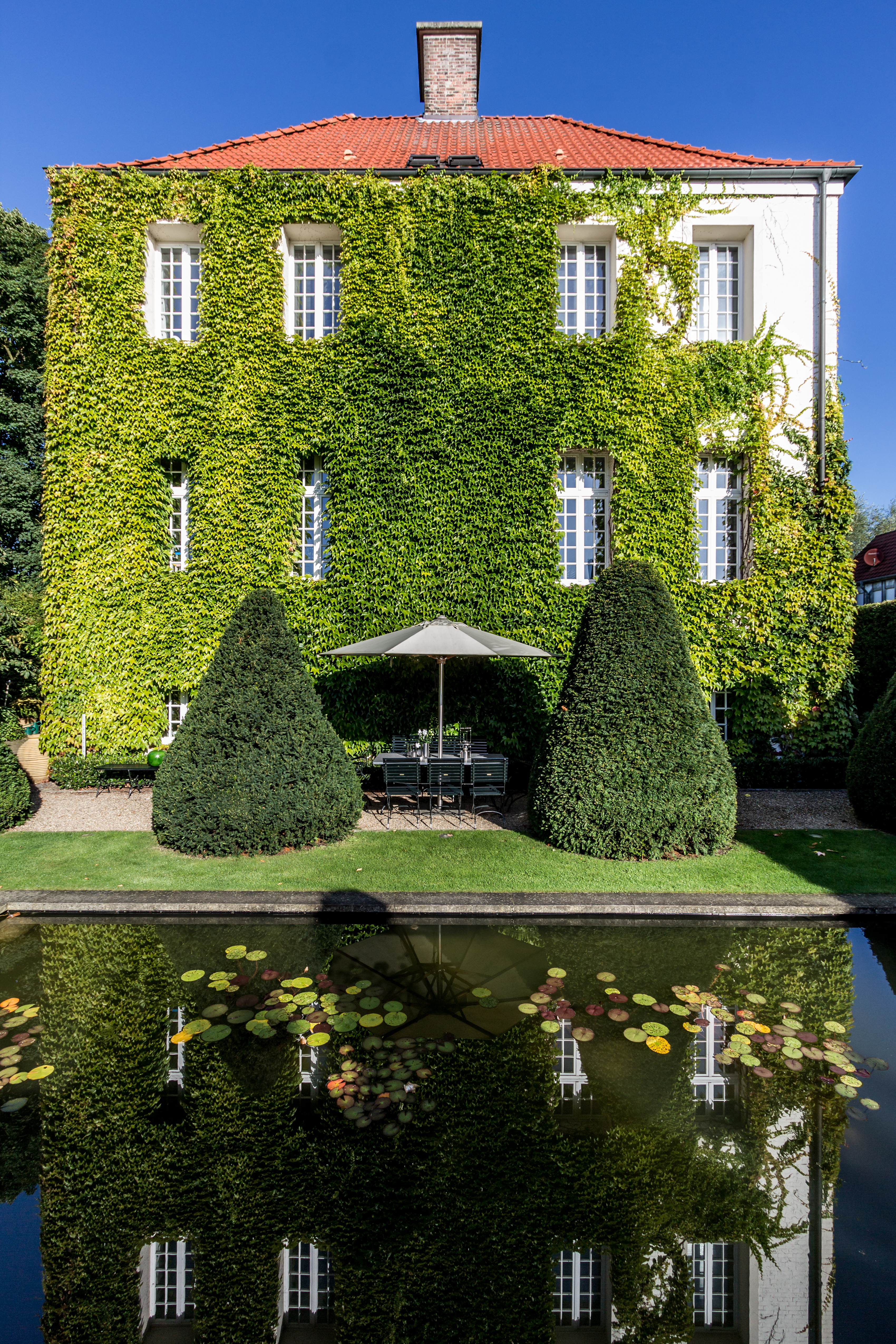
Haus Osthoff
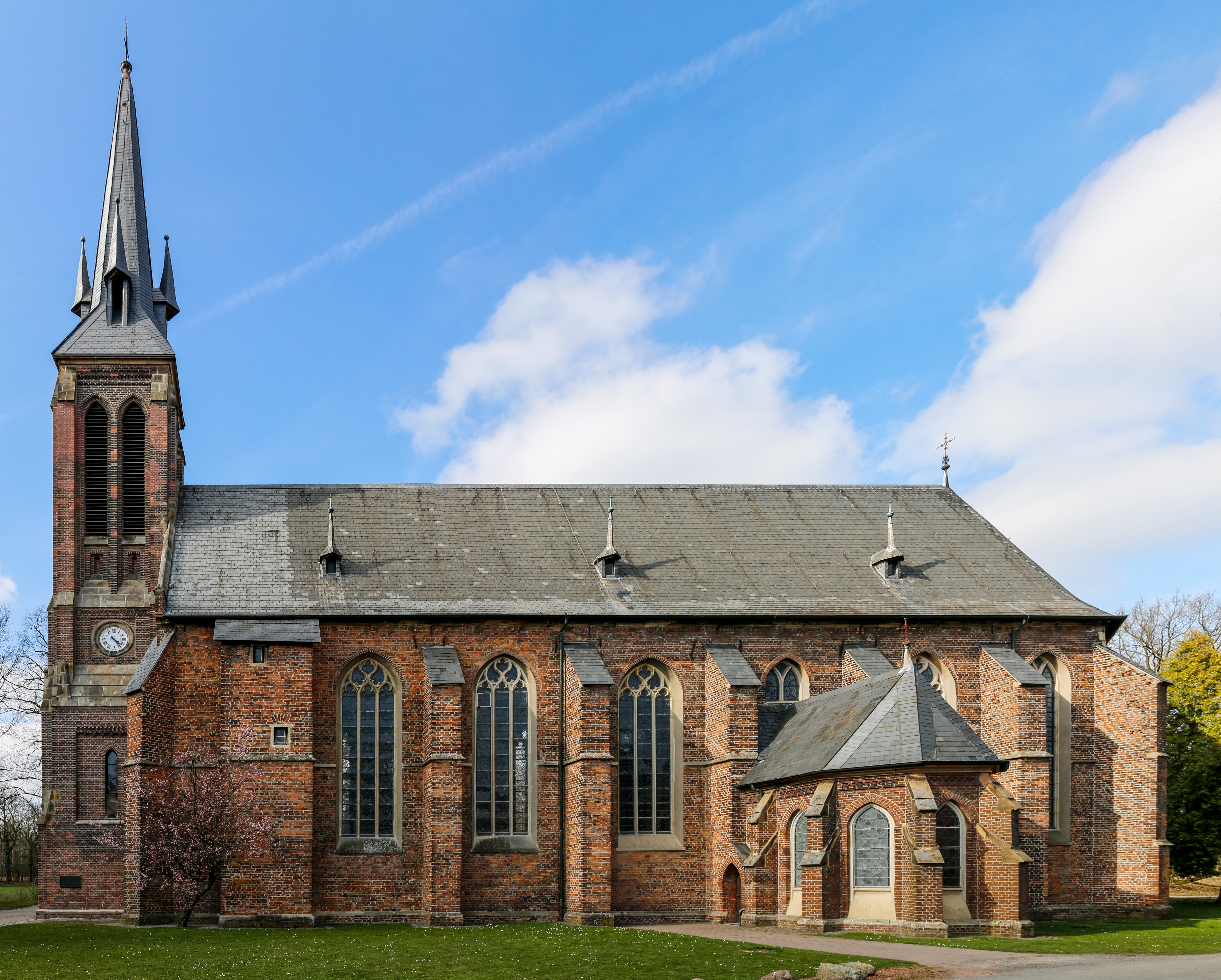
St. Jacobuskerk bij het v.m. kartuizerklooster Weddern
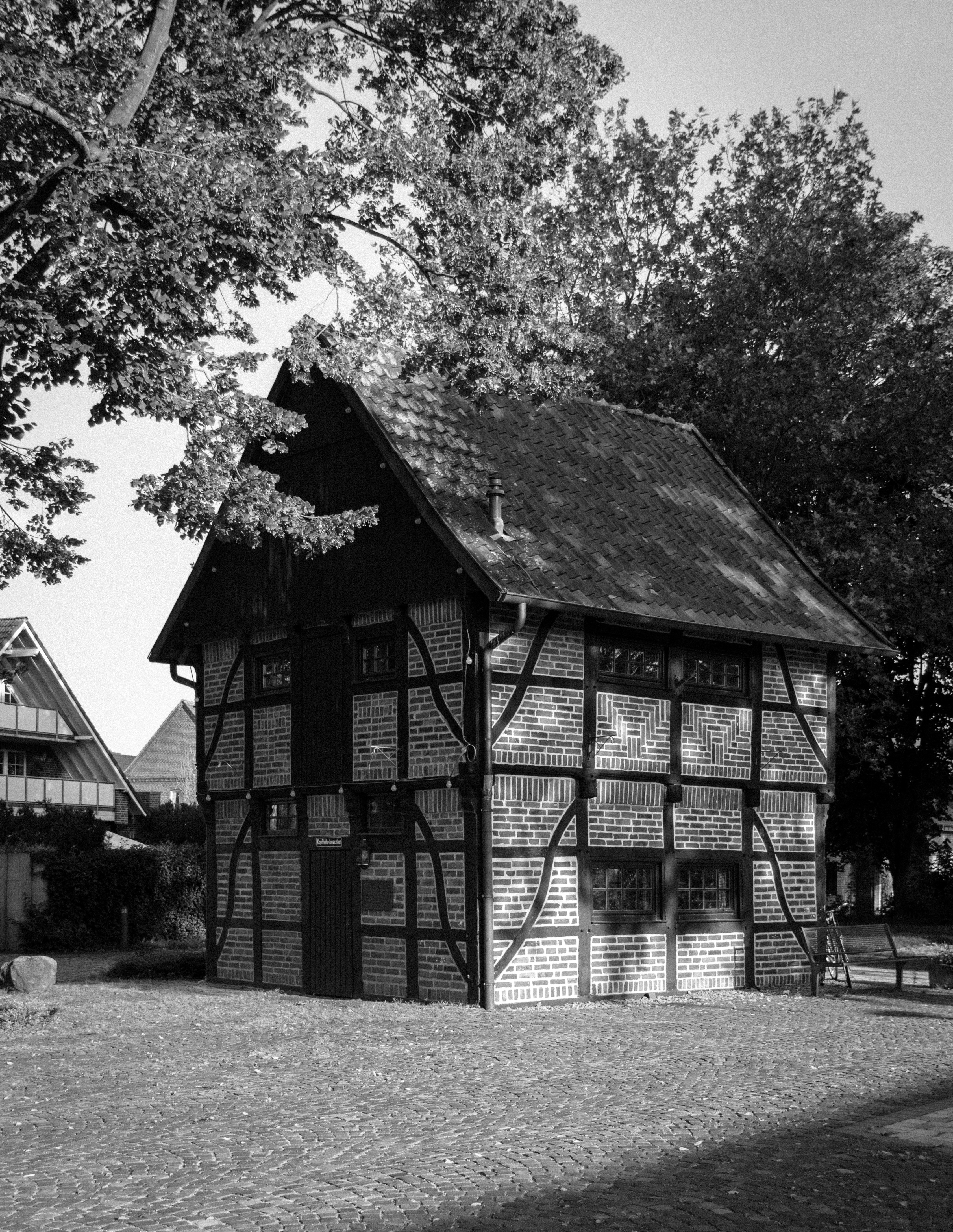
Vakwerkschuurtje te Buldern
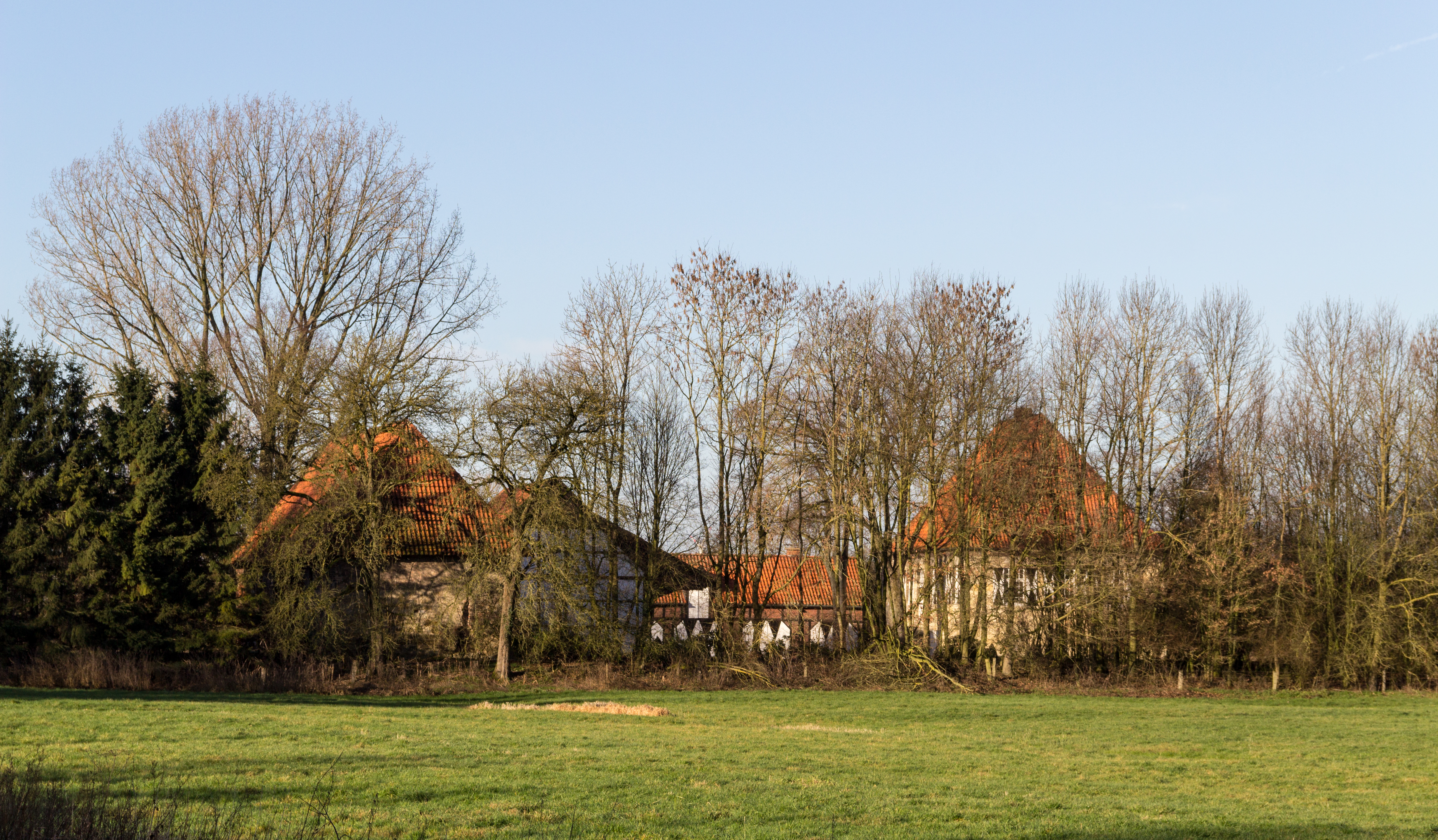
Boerderij v.m. kasteel Haus Empte, ten N. van Dülmen
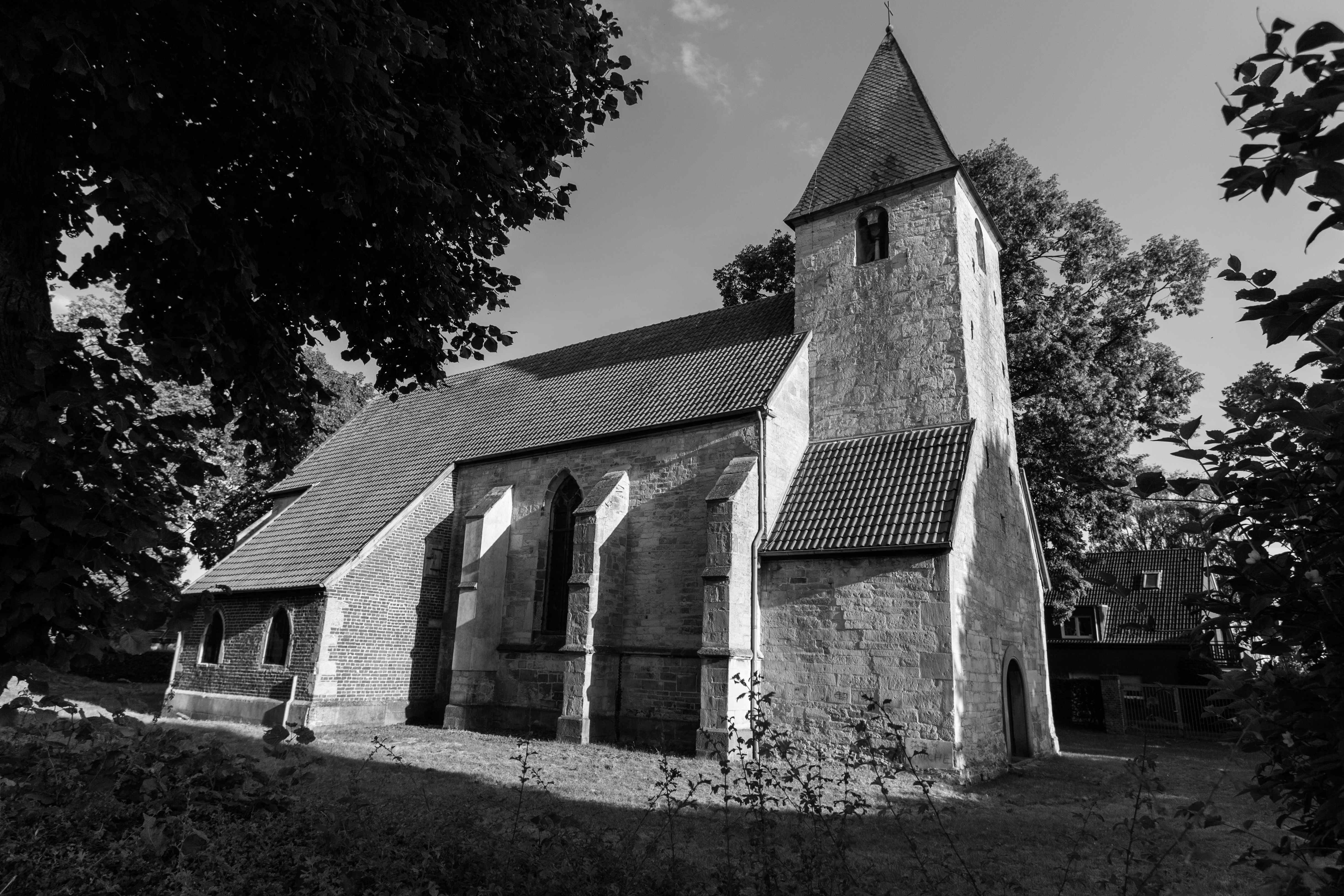
St. Pancratiuskerkje te Buldern
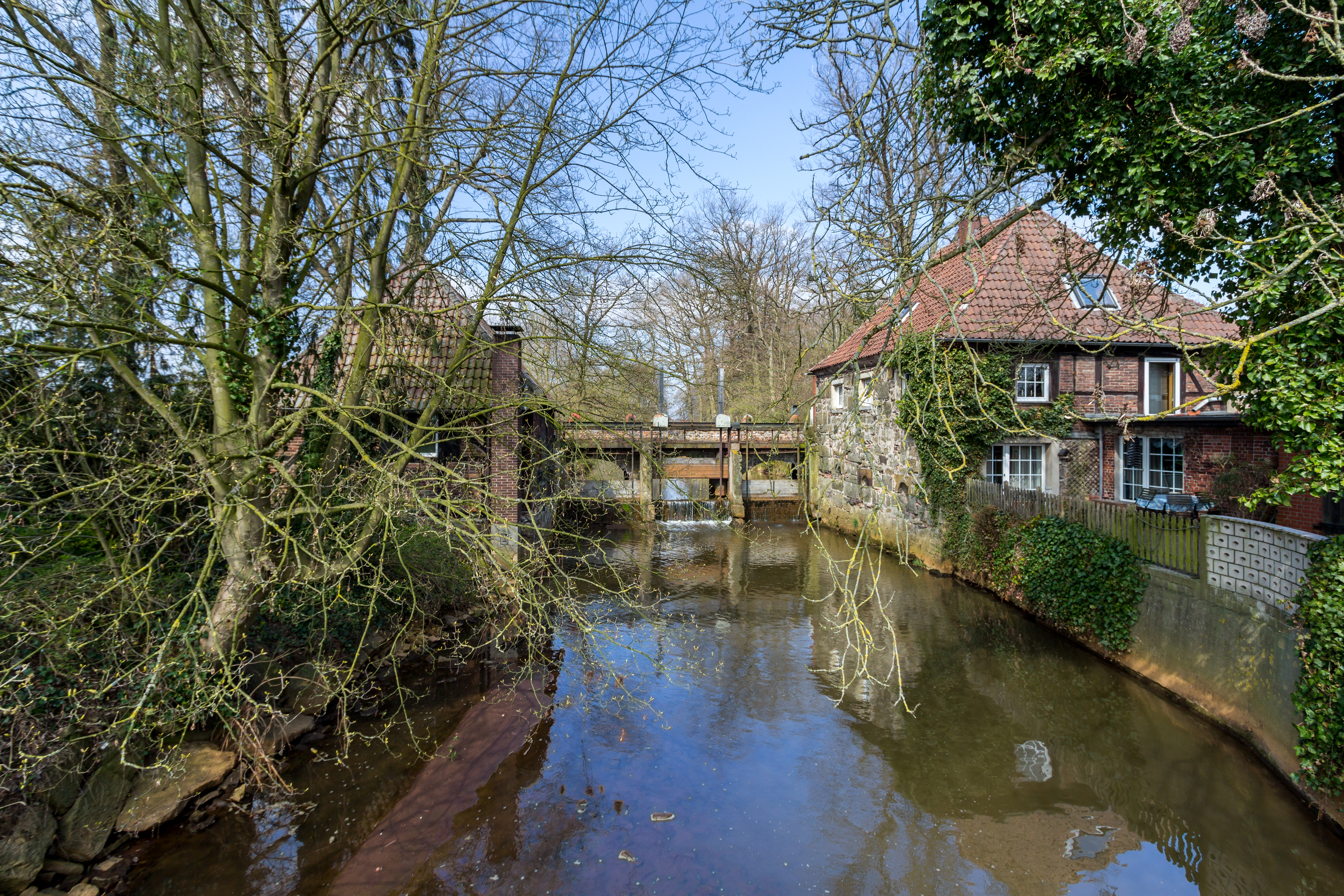
Watermolen Große Teichmühle Hausdülmen
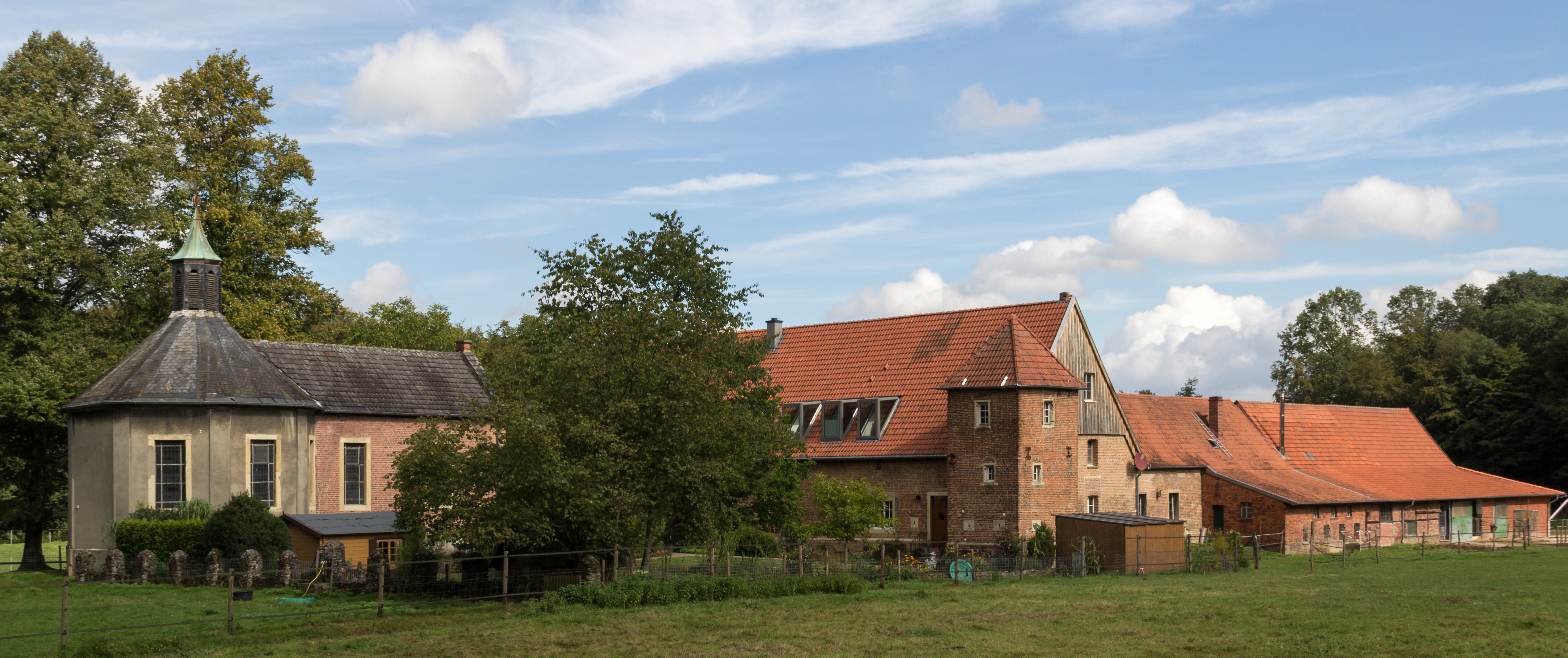
Mariakapel en  restant v.m. kasteel Visbeck